# Liste der Naturdenkmale in Albstadt
| Naturdenkmale | Anzahl |
| ------------- | ------ |
| FND           | 6      |
| END           | 10     |
| Gesamt        | 16     |

Die Liste der Naturdenkmale in Albstadt nennt die verordneten Naturdenkmale (ND) der im baden-württembergischen Zollernalbkreis liegenden Stadt Albstadt. In Albstadt gibt es insgesamt 16 als Naturdenkmal geschützte Objekte, davon 6 flächenhafte Naturdenkmale (FND) und 10 Einzelgebilde-Naturdenkmale (END).
Stand: 31. Oktober 2016.

## Flächenhafte Naturdenkmale (FND)
| Name                     | Bild | Kennung     | Einzelheiten | Position | Fläche Hektar | Datum         |
| ------------------------ | ---- | ----------- | ------------ | -------- | ------------- | ------------- |
| Burgfelder Steige        | BW   | 84170790006 | Albstadt     | ⊙        | 2,0           | 19. Dez. 1990 |
| Eschenbach               | BW   | 84170790017 | Albstadt     | ⊙        | 0,8           | 18. März 1992 |
| Großer Vogelfels         |      | 84170790011 | Albstadt     | ⊙        | 1,2           | 22. Aug. 1991 |
| Heimbol                  |      | 84170790005 | Albstadt     | ⊙        | 3,4           | 19. Dez. 1990 |
| Hohenbühle               |      | 84170790003 | Albstadt     | ⊙        | 1,6           | 20. Juni 1989 |
| Mühlenfels               | BW   | 84170790013 | Albstadt     | ⊙        | 0,8           | 7. Okt. 1991  |
| Legende für Naturdenkmal |      |             |              |          |               |               |

## Einzelgebilde (END)
| Name                         | Bild | Kennung     | Einzelheiten | Position | Fläche Hektar | Datum         |
| ---------------------------- | ---- | ----------- | ------------ | -------- | ------------- | ------------- |
| Doppellinde im Kurzwünschtal |      | 84170790202 | Albstadt     | ⊙        | 0,0           | 18. Feb. 1938 |
| Geigerhöhle                  | BW   | 84170790329 | Albstadt     | ⊙        | 0,0           | 29. Okt. 1996 |
| Große Schattenhanghöhle      | BW   | 84170790346 | Albstadt     | ⊙        | 0,0           | 29. Okt. 1996 |
| Heidensteinhöhle             |      | 84170790345 | Albstadt     | ⊙        | 0,0           | 29. Okt. 1996 |
| Kreidehöhle                  | BW   | 84170790327 | Albstadt     | ⊙        | 0,0           | 29. Okt. 1996 |
| Linkenboldshöhle             |      | 84170790336 | Albstadt     | ⊙        | 0,0           | 29. Okt. 1996 |
| Rauchhöhle                   | BW   | 84170790333 | Albstadt     | ⊙        | 0,0           | 29. Okt. 1996 |
| Steinbruchhöhle              |      | 84170790349 | Albstadt     | ⊙        | 0,0           | 29. Okt. 1996 |
| 1 Buche im Himmelreich       | BW   | 84170790004 | Albstadt     | ⊙        | 0,0           | 18. Feb. 1938 |
| 1 Eiche in Lautlingen        | BW   | 84170790201 | Albstadt     | ⊙        | 0,0           | 28. Apr. 1995 |
| Legende für Naturdenkmal     |      |             |              |          |               |               |